# Annot Robinson
Pour les articles homonymes, voir Robinson.
Annot Robinson, née Wilkie et surnommée Annie (née le 8 juin 1874 – morte le 29 septembre 1925) est une enseignante, suffragette et pacifiste écossaise,. Elle a contribué à former la Ligue internationale des femmes pour la paix et la liberté.

## Biographie
Annot Erskine Wilkie naît le 8 juin 1874 à Montrose, fille de John Wilkie et Catherine Jane Erskine. Elle a deux sœurs, dont l'une, Helen Wilkie, deviendra secrétaire de la branche de Dundee de la Women's Freedom League.
Wilkie est élève à la Montrose Academy (en) jusqu'à ses 16 ans. Elle fait ensuite des études à l'université de St Andrews dont elle est diplômée en 1901 (LLA),,.
Wilkie enseigne à Dundee. Elle rencontre Agnes Husband, une membre du Dundee Labour Party qui a une forte influence sur elle,.
En 1906, elle devient la première secrétaire de la Women's Social and Political Union de Dundee, organisation dans laquelle elle s'investit à nouveau lorsqu'elle s'installe à Manchester en 1907. Elle milite également au Parti travailliste indépendant. En 1908, avec d'autres membres de la Women’s Social and Political Union, elle tente d'entrer dans la Chambre des communes après s'être cachée dans un véhicule de marchandises. Elle est condamnée à six mois de prison et détenue à la prison de Holloway. Elle se marie la même année et a deux enfants.
En 1910, elle travaille pour la Women's Labour League (en). Dès 1911, elle quitte le WSPU et rejoint la National Union of Women's Suffrage Societies (NUWSS) pour laquelle elle travaille à temps plein. Cependant, elle démissionne de la NUWSS lors de la Première Guerre mondiale, en raison de ses opinions pacifistes, pour contribuer à la fondation de la Ligue internationale des femmes pour la paix et la liberté,. À partir de 1922, la Ligue internationale des femmes pour la paix et la liberté n'a plus les moyens de la salarier à temps plein, et elle entreprend une tournée de conférences aux États-Unis. Elle est quelque temps employée par la Ligue à Amsterdam, puis elle reprend son métier d'enseignante en Écosse, à Newburgh. 
Annie Wilkie meurt le 29 septembre 1925 à l'hôpital royal de Perth, au cours d'une opération chirurgicale.

## Postérité
Son nom et une image d'elle, ainsi que ceux de 58 autres suffragettes, sont apposés sur le piédestal de la statue de Millicent Fawcett (en) de Parliament Square,,.